# آيفون إكس آر
آيفون إكس آر و آيفون 9 هو هاتف ذكي من تصميم وتطوير وتسويق أبل، أعلن عنه المدير التنفيذي لأبل تيم كوك في كوبيرتينو بولاية كاليفورنيا بتاريخ يوم 19 سبتمبر 2018، وذلك بالترافق مع الإعلان عن الآيفون إكس إس وساعات أبل 4. طرح الجهازان في الأسواق بتاريخ 26 أكتوبر 2018.

## خصائص
يحمل الآيفون إكس آر نوعا ما تصميم الآيفون إكس لكن بحجم أكبر وبحواف من ألومنيوم المركبات الفضائية وشاشة LCD وليس أوليد، ومثل الآيفون إكس، والآيفون إكس إس، والآيفون إكس إس ماكس، يعتمد التصميم الأساسي على شاشة بدون حواف ما عدا منطقة الكاميرا الأمامية true depth والميكروفون، ويدعم الهاتف الجديد ميزة مقاومة الماء والغبار.

## الكاميرا
تبلغ دقة الكاميرا الخلفية 12 ميجا بكسل، وهي مزوَّدة بإمكانية نمط البورتريه مع تأثير بوكيه المطور، وميزة ضبط العمق، وإضاءة البورتريه، وميزة HDR الذكية للصور، كاميرا TrueDepth أمامية 7 ميجا بكسل مع إمكانية فيس آي دي (بصمة الوجه) ونمط بورتريه مع تأثير بوكيه المطور وميزة ضبط العمق وإضاءة بورتريه ونطاق ديناميكي أوسع للفيديو بمعدل 30 إطاراً في الثانية و تثبيت سينمائي للفيديو (1080p و720p) وميزة Animoji، وميزة Memoji.

## وصلات خارجية
- الموقع الرسمي (بالإنجليزية)
- الموقع الرسمي (بالعربية)